# Blogger
Blogger — веб-сервис для ведения блогов, с помощью которого любой пользователь может завести свой блог, не прибегая к программированию и не заботясь об установке и настройке программного обеспечения. Blogger был создан компанией Pyra Labs, которой сейчас владеет Google.
До 1 мая 2010 посты Blogger могли автоматически переноситься на хостинг владельца блога при помощи FTP или SFTP.

## История
- Сервис запущен 23 августа 1999 года компанией Pyra Labs. Это один из первых проектов, предназначенных для блогинга, который способствовал популяризации этого вида интернет-деятельности.
- В феврале 2003 года Pyra Labs была приобретена компанией Google, условия сделки не разглашались. После приобретения все дополнительные удобства, которые Pyra Labs предоставляла пользователям за деньги, стали бесплатными. Спустя год основатель Pyra Labs Эван Вильямс покинул Google.
- В 2004 года Google приобрела Picasa и интегрировала этот фотохостинг в Blogger, облегчив пользователям процесс публикации фотографий в своих блогах.
- 9 мая 2004 года Blogger был значительно переработан, основные улучшения включали в себя доступ пользователей к исправлению CSS шаблонов их страниц, архивирование блогов, комментарии, возможность публикации постов по электронной почте.
- 14 августа 2006 года Blogger перешёл на новую бета-версию движка с кодовым именем Invader. Содержимое блогов стало постепенно переводиться на сервера Google, а также появились некоторые другие улучшения, такие как drag-and-drop редактирование шаблонов страниц, возможность ограничения доступа чтения блогов для ведения приватных блогов.
- В декабре 2006 года статус бета был снят.
- К маю 2007 года процесс переезда контента на сервера Google был завершён.
- В Марте 2018 года Blogger включил поддержку HTTPS для Custom доменов[2].

### Интеграция
- Существовал «Blogger for Word» — бесплатный плагин для Microsoft Word. Позволял пользователю записывать документ Word непосредственно в их блог, а также редактировать их записи в блоге on- и offline. В январе 2007 Google заявила, что Blogger for Word больше не совместим с новыми версиями Blogger’а. Однако в Microsoft Office 2007 была добавлена поддержка ряда блог-сервисов, в том числе Blogger’а.
- Blogger разрешает автору блога зарабатывать деньги посредством размещения рекламы с помощью принадлежащего Google сервиса AdSense.
- Blogger предлагает возможность вести блог коллективом из нескольких авторов.
- Blogger представляет возможность разместить блог на собственном домене.
- В платформу Blogger в виде гаджета интегрирована технология Google Friend Connect, позволяющая добавить социальные функции к своему блогу. Это дополнение, объединяющее подписки читателей с разных сайтов, появилось после замены виджета «Постоянные читатели».
- Blogger имеет множество различных шаблонов, как стандартных, так и любительских.[3]

### Blogger-сообщества
С момента открытия доступа пользователям для редактирования CSS-шаблонов их страниц появилась возможность кардинально менять оформление блога, добавления виджетов сторонних разработчиков и создания индивидуальных стилей своей странички.
Различная информация о кастомизации блога начала появляться в открытых Blogger-сообществах, описывающих способы изменения стилей и добавления новых функций.
В 2013 году на базе Blogger создана информационно-поисковая система «БлогоПоиск» (www.blogopoisk.ru Архивная копия от 5 мая 2016 на Wayback Machine), помогающая в поиске информации для и о Blogger.

## Блокировка в ряде стран и прекращение поддержки
Доступ к Blogger был заблокирован в Казахстане с начала 2010 года.
Так как большинство интернет-провайдеров в Киргизии берут трафик у казахстанского провайдера «Казахтелеком», то в Киргизии www.blogger.com и www.blogspot.com, а также все блоги на этой платформе недоступны у большинства провайдеров.
В середине июля 2014 года Google принял решение о закрытии форумов поддержки по нескольким продуктам, в том числе будет закрыт официальный справочный форум по Blogger:

Мы приняли решение о закрытии форума Blogger в конце этого года. Мы надеемся, что за счет перераспределения внутренних ресурсов поддержки нам удастся помочь большему количеству пользователей Google. Начиная с 28 июля форум будет переведен в режим «Только для чтения». Не переживайте, форум не исчезнет в одночасье. В течение следующих нескольких месяцев пользователи не смогут задавать новых вопросов, но по-прежнему смогут просматривать существующие темы и обсуждения. Также не забывайте, что остается доступной справка Blogger. Мы будем по-прежнему поддерживать англоязычную версию форума Blogger, где большинство людей по всему миру задают свои вопросы. Вы можете продолжать писать туда. Также, наши Ведущие участники Архивная копия от 4 июля 2014 на Wayback Machine создали свой форум поддержки для русскоязычных пользователей. Перейти на него вы можете по этой ссылке Архивная копия от 7 декабря 2019 на Wayback Machine. Это не официальный форум Google, но наши эксперты владеют достаточной информацией, чтобы продолжать качественно помогать пользователям.